# Tajiquistão nos Jogos Olímpicos de Verão de 2012
O Tajiquistão competiu nos Jogos Olímpicos de Verão de 2012, na cidade de Londres, no Reino Unido, de 27 de julho até 12 de agosto de 2012.

## Desempenho

### Atletismo
Masculino
| Atleta          | Evento                | Preliminar | Preliminar | Quartas-de-final | Quartas-de-final | Semifinal | Semifinal | Final  | Final   |
| Atleta          | Evento                | Marca      | Posição    | Marca            | Posição          | Marca     | Posição   | Marca  | Posição |
| --------------- | --------------------- | ---------- | ---------- | ---------------- | ---------------- | --------- | --------- | ------ | ------- |
| Dilshod Nazarov | Lançamento de martelo | 75,91m q   | 8º         |                  |                  |           |           | 73,80m | 10º     |

### Tiro
Masculino
| Atleta         | Evento                | Qualificação | Qualificação | Final       | Final       | Posição |
| Atleta         | Evento                | Placar       | Posição      | Placar      | Total       | Posição |
| -------------- | --------------------- | ------------ | ------------ | ----------- | ----------- | ------- |
| Sergey Babikov | Pistola de ar de 10 m | 562          | 44º          | Não avançou | Não avançou | 44º     |

### Boxe
Feminino
| Medalha           | Atleta           | Desporto | Evento             | Data        |
| ----------------- | ---------------- | -------- | ------------------ | ----------- |
| Medalha de bronze | Mavzuna Chorieva | Boxe     | Peso leve feminino | 8 de agosto |